# Mycetophila indecisa
Mycetophila indecisa är en tvåvingeart som beskrevs av Duret 1985. Mycetophila indecisa ingår i släktet Mycetophila och familjen svampmyggor. Inga underarter finns listade i Catalogue of Life.